# Grb Hrvaške
Grb Republike Hrvaške (hrvaško: Grb Republike Hrvatske) je sestavljen iz enega glavnega ščita in petih manjših ščitov, ki tvorijo krono nad glavnim ščitom. Glavni grb je šahovnica, ki jo sestavlja 13 rdečih in 12 belih polj. V hrvaščini je neformalno znana tudi kot šahovnica. Pet manjših ščitov predstavlja pet različnih zgodovinskih regij na Hrvaškem.

## Uradni opis
Hrvaška zakonodaja grb opisuje na naslednji način: 
Grb Republike Hrvaške je zgodovinski hrvaški grb v obliki ščita, dvakrat vodoravno in navpično razdeljenega na petindvajset rdečih in belih (srebrnih) polj, tako da je prvo polje v zgornjem levem kotu rdeča. Nad ščitom leži krona s petimi konicami, rahlo obokanimi s konci, povezanimi z zgornjim levim in desnim delom ščita. Znotraj krone je pet manjših ščitov z zgodovinskimi hrvaškimi grbi, poravnanih od leve proti desni v naslednjem vrstnem redu: najstarejši znani hrvaški grb, grbi Dubrovniške republike, Dalmacije, Istre in Slavonije. Razmerje med višino polja glavnega ščita in višino manjših ščitov v kroni je 1:2,5, širina polja glavnega ščita in širino manjših ščitov v kroni pa 1:1. Najstarejši znani grb Hrvaške vsebuje v ščitu na svetlo modrem polju rumeno (zlato) šestkrako zvezdo z belim (srebrnim) polmesecem. Grb Dubrovniške republike vsebuje v ščitu na modrem polju dve rdeči palici. Dalmatinski kraki vsebujejo v ščitu na svetlo modrem polju tri rumene (zlate) kronane leopardove glave. Istrski kraki vsebujejo v ščitu na modrem polju rumeno (zlato) kozo, obrnjeno levo z rdečimi kopiti in rogovi.  Slavonski kraki vsebujejo na svetlo modrem polju dve vodoravni beli (srebrni) palici, med palicami rdeče polje, na katerem se v levo prikrade lasica. V zgornjem svetlo modrem polju je rumena (zlata) šestkraka zvezda. Grb je obrobljen rdeče.